# Emmanuel Mbarga
Emmanuel Junior Mbarga Mkene (* 24. November 1998 in Yaoundé) ist ein kamerunischer Fußballspieler.

## Karriere
Emmanuel Mbarga erlernte das Fußballspielen in kamerunischen Mannschaft von Ecole de Football Brasseries du Cameroun sowie in der Jugend des portugiesischen Vereins Clube Condeixa. Bei dem unterklassigen Verein aus Condeixa-a-Nova unterschrieb er am 1. Juli 2017 seinen ersten Vertrag. Über die unterklassigen Vereine Varzim SC und RD Águeda wechselte er im Oktober 2020 nach Frankreich. Hier unterschrieb er einen Vertrag beim Amateurligisten FC Tours. Für den Verein aus Tours bestritt er ein Ligaspiel. Nach einer Spielzeit wechselte er Ende August 2021 zum kambodschanischen Erstligisten Preah Khan Reach Svay Rieng. 2021 wurde er mit dem Verein aus Svay Rieng Vizemeister. Im gleichen Jahr gewann er Svay Rieng auch den kambodschanischen Pokal. Bei dem Verein stand er bis Anfang September 2022 unter Vertrag. Nach kurzer Vereinslosigkeit verpflichtete ihn am 1. Juli 2023 der ebenfalls in der kambodschanischen Liga spielende Visakha FC. Nach einem halben Jahr wurde sein Vertrag bei dem Verein aus der Hauptstadt Phnom Penh wieder aufgelöst. Wo er von Juli 2023 bis Juli 2024 unter Vertrag stand, ist unbekannt. Anfang Juli 2024 zog es ihn nach Thailand. Hier unterschrieb er in Chainat einen Vertrag beim Zweitligisten Chainat Hornbill FC.

## Erfolge
Preah Khan Reach Svay Rieng
- Kambodschanischer Vizemeister: 2021
- Kambodschanischer Pokalsieger: 2021

## Sonstiges
Emmanuel Mbarga ist der Bruder von Befolo Mbarga.